# Kristian Rørdam
Kristian Rørdam (født 22. juli 1860 i Gladsaxe, død 29. juli 1939 i Ordrup) var en dansk geolog og kemiker, søn af præsten Holger Rørdam og broder til lægen Holger Rørdam.
Rørdam blev student fra Odense Katedralskole 1878, tog magisterkonferens i kemi 1884 og disputerede 1892 for den filosofiske doktorgrad. 1888-1900 virkede Rørdam som statsgeolog og 1896-1900 som direktør for Den Ankerske Marmorforretning. 1900 blev han leder af en forsøgsminedrift i Siam, vendte atter hjem 1902 og blev ejer af hovedgården Stubbergård ved Skive indtil 1904, da han udnævntes til professor i kemi og jordbundslære ved Landbohøjskolen. Fra 1906 var han tillige statskonsulent i agrikulturkemi, og han har desuden overtaget en del andre offentlige hverv.
Foruden talrige kemiske og tekniske afhandlinger har han blandt andet offentliggjort flg. geologiske arbejder: Saltvandsalluviet i det nordøstlige Sjælland (disputats, 1892), Kridtformationen i Sjælland (1897), Studier over udvalgte Emner af den kemiske Geologi og den kemiske Agrogeologi (I-III; 1914-19), lærebogen Geologi og Jordbundslære (3 bd., 1908-10) samt flere geologiske kortbladsbeskrivelser. Han blev Ridder af Dannebrog 1900 og Dannebrogsmand 1921.
Han er begravet på Ordrup Kirkegård.

## Forfatterskab
- "Saltvandsalluviet i det nordøstlige Sjælland"; D.G.U. II. rk., nr. 2. (1892)
- "Beskrivelse til de geologiske Kaartblade Helsingør og Hillerød"; D.G.U. I. rk., nr. 1. (1893)
- Geologi og Jordbundslære, Andet Bind: Danmarks Geologi. (1909)